# Andreas Chyliński
Andreas Chyliński (Andrzej Chyliński, * um 1590 in Polen; † nach 1635 in Padua) war ein polnischer Komponist.
Die Geburts- und Sterbedaten Chylińskis sind unbekannt. Er war Mitglied des Franziskanerordens und wirkte um 1625 als Musikdirektor in dessen Ordenshaus in Drohiczyn. 1630 reiste er nach Padua, wo er als Priester und Musiker an der Basilica di Sant’Antonio. Er war zunächst Bassist im Chor und wurde 1632 Chorleiter. Wegen Unstimmigkeiten verließ er Padua 1635 und kehrte nach Polen zurück. Als einzige Komposition Chylińskis ist eine Sammlung von Kanons, die Canones XVI erhalten, die sämtlich auf dem Thema von Da pacem in diebus nostris basieren. Sie erschienen 1634 in Amsterdam im Druck.

## Quelle
- ad artem musicae - Andrzej Chyliński

| Personendaten    | Personendaten        |
| ---------------- | -------------------- |
| NAME             | Chyliński, Andreas   |
| ALTERNATIVNAMEN  | Chyliński, Andrzej   |
| KURZBESCHREIBUNG | polnischer Komponist |
| GEBURTSDATUM     | um 1590              |
| GEBURTSORT       | Polen                |
| STERBEDATUM      | nach 1635            |
| STERBEORT        | Padua                |